# 大嘴猴
大嘴猴可指美國知名的漫畫家、插畫家與流行商品設計師保羅·法蘭克所設計的經典卡通角色Julius。
根據官方網站所描述，Julius是一隻猴子。牠是理性的聲音，也是朋友們能依靠的中堅人物。牠是個全方位的好人，而且無所不能。舉凡消防隊員、醫生、歌手、熱狗販子、煎餅廚子、律師、宇航員等工作，牠都能勝任。Paul Frank這個品牌也有很多其他的角色，包括了兔女孩,巴布狗,壞壞骨等等。
在台灣，「大嘴猴」這個暱稱比品牌名稱「Paul Frank」或是角色名Julius更有知名度。
「大嘴猴」品牌的特点是色彩缤纷、年轻、可爱、时尚感，

## 外部連結
- Paul Frank 官方網站 - 角色介紹
- Paul Frank官方粉絲團 （页面存档备份，存于）
- 台灣Paul Frank官方粉絲團 （页面存档备份，存于）